# Cartoblatta yunnanea
Cartoblatta yunnanea är en kackerlacksart som beskrevs av Bei-Bienko 1969. Cartoblatta yunnanea ingår i släktet Cartoblatta och familjen storkackerlackor. Inga underarter finns listade.